# Codul Coranului
Codul Coranului (în engleză The Qur'an Code), cunoscut și sub denumirea de Codul 19 (Code 19) se referă la un presupus cod matematic bazat pe numărul 19, ascuns în paginile Coranului. Adepții teoriei văd în acest cod o dovadă științifică reală, de necontestat, a autenticității și caracterului divin al Coranului.

## Origini
Descoperitorul acestui cod a fost biochimistul american de origine egipteană, Rashad Khalifa (1935-1990). El s-a hotărât să demonstreze, pe baza științei, autenticitatea textului coranic. În anul 1968, Khalifa și-a început cercetările, utilizând un calculator în care a inserat întreg Coranul în încercarea de a vedea frecevența literelor ce apar în text. Și-a concentrat atenția mai ales pe literele misterioase de la începutul anumitor sure ("capitole"). Primele sale concluzii au fost consemnate în cartea Miracle of the Quran: Significance of the Mysterious Alphabets, publicată în anul 1973. La un an, în 1974, Khalifa a pretins că a descoperit un cod ce stă la temelia întregii structuri a Coranului, bazându-se pe versetele 30-31 din Sura 74, care pun un mare accent pe simbolistica numărului 19. După ani de cercetări, în 1981, a publicat cartea The Computer Speaks: God's Message to the World, iar în 1982 Quran: Visual Presentation of the Miracle. 
Conform teoriei lui Rashad Khalifa, Coranul este format dintr-o structură matematică extrem de complexă, bazată pe numărul 19, iar acest lucru face din cartea sfântă a islamului, un text incoruptibil, de neschimbat, ce nu a putut și nu poate fi alterat prin intervenție umană. Prin urmare, susținea Khalifa, Coranul trebuie să fie cu adevărat cuvântul lui Dumnezeu.
Matematicianul Martin Gardner a publicat în anul 1980 un articol despre cercetările lui Rashad Khalifa în celebra revistă Scientific American.
Unul dintre cei mai importanți susținători ai teoriei lui Khalifa și al Codului 19 este activistul american, de origine kurdă, Edip Yüksel, autor al cărții Nineteen: God's Signature in Nature and Scripture, publicată în anul 2011.

## Numărul 19 în Coran
Întreaga teorie și cercetările lui Rashad Khalifa s-au bazat pe următoarele versete din Coran și pe simbolistica lor din care reiese că numărul 19 a fost stabilit pentru a le întări convingerile musulmanilor și a-i pune în dificultate pe sceptici:
Îl voi azvârli în Focul mistuitor. Cum vei ști tu oare ce este Focul mistuitor? El nu cruță și nu lasă. El este cel care îi înnegrește pe oameni. Iar asupra lui sunt nouăsprezece (păzitori). Am pus păzitori ai Focului numai îngeri și n-am făcut din numărul lor (19) decât o încercare pentru cei care au tăgăduit, pentru ca cei care au primit Cartea să se convingă, pentru ca cei care cred să crească în credință, pentru ca cei care au primit Cartea și cei credincioși să nu se mai îndoiască, pentru ca cei care au boală în inimă și tăgăduitorii să spună: Ce voiește Dumnezeu cu această pildă? Astfel, Dumnezeu rătăcește pe cine voiește și călăuzește pe cine voiește. Și nimeni afară de El nu cunoaște oștirile Domnului tău. Aceasta nu este decât o amintire pentru oameni! (Sura 74:26-31).

## Exemple
- Numele Al-Wahid (Cel Unic) apare în Coran cu referire la Dumnezeu de 19 ori.

- Numărul total al surelor din Coran (114) este multiplu al lui 19 (19x6).

- Basmala (Bismi ʾAllāhi ʾAr-Raḥmāni ʾAr-Raḥīmi; În Numele lui Dumnezeu Cel Milostiv, Cel Îndurător), formula deschizătoare a fiecărei sure (exceptând sura 9) este compusă în limba arabă din 19 litere.

- De la Sura 9, care nu începe cu Basmala, până la Sura 27, singura unde Basmala apare de două ori, sunt 19 sure.

- Sura 96, prima revelată, are 19 versete.

- De la Sura 96 până la finalul Coranului sunt 19 sure.

- Sura 110, ultima revelată, are 19 cuvinte.

- Numărul 19 apare în Sura 74. Anul 1974 este cel în care Rashad Khalifa a descoperit codul.